# Bom Jesus de Goiás
Bom Jesus de Goiás is een gemeente in de Braziliaanse deelstaat Goiás. De gemeente telt 23.257 inwoners (schatting 2015).

## Aangrenzende gemeenten
De gemeente grenst aan Castelândia, Goiatuba, Gouvelândia, Inaciolândia, Itumbiara, Panamá en Quirinópolis.

## Verkeer en vervoer
De plaats ligt aan de wegen BR-452 en GO-040.

## Geboren
- Lucas Silva Borges (1993), voetballer